# Barátaim: Tigris és Micimackó
A Barátaim: Tigris és Micimackó (eredeti cím: My Friends Tigger & Pooh) 2007-től 2010-ig vetített amerikai televíziós 3D-s számítógépes animációs sorozat, amely a Micimackó és a Zelefánt című animációs film alapján készült. A forgatókönyvet Nicole Dubuc, Brian Hohlfeld és Dean Stefan írta, a sorozatot Don MacKinnon és David Hartman rendezte, a zenéjét Andy Sturmer szerezte. A tévéfilmsorozat a Walt Disney Television Animation gyártásában készült, a Disney Channel forgalmazásában jelent meg. Műfaját tekintve filmvígjáték- és készségfejlesztőfilm-sorozat. Amerikában 2007. május 12. és 2010 október 9. között a Disney Channel tűzte műsorra. Magyarországon az RTL Klub mutatta be. A Disney Junior is bemutatta 2017. február 6-os premierrel.

## Ismertető
A főszereplők, az úgynevezett „zűroldók”, Micimackó, Dalma, Tigris és Fickó (egy epizódban Róbert Gida is beáll). A százholdas pagonyban történnek rejtélyek, melyeket csak a zűroldók tudnak megoldani. Mikor valaki bajban van, a zűrsziréna segítségével hívják ki a zűroldókat. Ekkor a zűroldók a nagy fához szaladnak és felöltöznek. Ezután elmondják a zűroldó esküt és megpillantják a zűrzászlót, mely megmutatja merre van a zűr. Ekkor odamennek, és segítenek bárkinek, bármiben, ha bajban van. Ha kérdésre van szükségük vagy gondolkodniuk kell akkor elénekelnek a kérdéshez vagy a gondolkodáshoz egy nótát. Az epizódok végére mindig megoldanak minden zűrt. A barátaik mindig mindent megköszönnek nekik, mikor megoldották a problémákat.

## Szereplők
| Szereplő                        | Eredeti hang        | Magyar hang     | Leírás |
| ------------------------------- | ------------------- | --------------- | --- |
| Micimackó (Winnie the Pooh)     | Jim Cummings        | Mikó István     | A zűroldók egyik tagja, jó ötletei támadnak a különféle gondok megoldásában, és szereti a mézet.                                        |
| Tigris (Tigger)                 | Jim Cummings        | Bács Ferenc     | A zűroldók egyik tagja, sok érdekességet eszel ki a zűrök idejében.                                                                     |
| Hód úr (Beaver)                 | Jim Cummings        | Papp János      | |
| Dalma (Darby)                   | Chloë Grace Moretz  | Kántor Kitty    | A zűroldók vezére, barátai Tigris és Micimackó segítenek neki vészhelyzetekben.                                                         |
| Malacka (Piglet)                | Travis Oates        | Földessy Margit | Micimackó legjobb barátja, szeret takarítani.                                                                                           |
| Nyuszi (Rabbit)                 | Ken Sansom          | Szacsvay László | Micimackó egyik barátja, nagyon szeret a kertjében kertészkedni.                                                                        |
| Füles (Eeyore)                  | Peter Cullen        | Kárpáti Tibor   | Füles a szürke szamár. Egy kis faágakból összerakott kunyhóban lakik és a farka néha leesik, amit a többiek segítenek neki visszarakni. |
| Zsebibaba (Roo)                 | Max Burkholder      | Penke Soma      | Egy kenguru gyermek, Kanga fia, aki Ormival szeret a legszívesebben játszani.                                                           |
| Ormi (Lumpy)                    | Oliver Dillon       | Gerő Anna       | Egy elefánt gyermek, aki szeret kis plüssállatokkal játszani és Zsebibabával is.                                                        |
| Kanga                           | Kath Soucie         | Györgyi Anna    | Egy kenguru, Zsebibaba édesanyja, néha a zsebében tartja Zsebibabát.                                                                    |
| Fickó (Buster)                  | Dee Bradley Baker   | (saját hangján) | Dalma kiskutyája. Még nem tanult meg beszélni, csak ugatni. A zűroldók között segít a megoldásokban.                                    |
| Fakopáncs (Woodpecker)          | Dee Bradley Baker   | Kerekes József  | |
| Tarajos sül (Porcupine)         | Tara Strong         | Mezei Kitty     | |
| Teknős (Turtle)                 | Mark Hamill         | Józsa Imre      | |
| Mosómedve (Raccoon)             | Rob Paulsen         | Posta Victor    | |
| Oposszum ikrek (the Possums)    | Sydney Saylor       | ?               | |
| Zelefánt mama (Mama Heffalump)  | Brenda Blethyn      | Agócs Judit     | |
| Borz (Skunk)                    | James Arnold Taylor | Bolba Tamás     | |
| Mikulás (Santa Claus)           | Jeffrey Tambor      | ?               | |
| Magyal (Holly)                  | Mikaila Baumel      | ?               | |
| Róbert Gida (Christopher Robin) | Struan Erlenborn    | ?               | A környékbeli kisfiú, egy alkalommal beáll ő is a zűroldók közé.                                                                        |

## Kihagyott szereplők
Bagoly és Ürge nem szerepelt ebben a sorozatban. Pedig Bagoly benne van az eredeti történetben. Tigris a Nagy mulatság című részben tesz egy kijelentést "Hiányzik Ürge!".

## Könyvek
- Barátaid – Tigris és Micimackó, Egmont Kiadó, Budapest, 2009. ISBN 978-963-629-038-2, színes matricás foglalkoztatókönyv.

## Epizódok

### 1. évad (2007–2008)
1. Malacka és a visszhang / Sárkánykatasztrófa
2. Nyuszi réparejtélye / Tigris pótárnyéka
3. Füles elveszett farka / Mackó és a szentjánosbogarak
4. Hogy mondjam el, hogy szeretlek? / Malacka a pácban
5. Ormi éjszakázik / Jó éjt Micimackó!
6. Füles bánat-napja / Tigris és az alvás
7. Micimackó elveszíti a korgását / Botos talány
8. Fickó nehéz napja / Ormi kis kedvence
9. Tigris nem tud fütyülni / Malacka gödre
10. Tigris felcsap jaguárnak / Nyuszi új lakótársa
11. A Százholdas Pagony kalózai / Tigris csuklik
12. Dalma farka / Tigris futásszolgálata
13. Óriás Dalma / Malacka villám-félelme
14. A szivárvány nyomában / Ormi kikeveri a rejtélyt
15. Tarajos sül levelezőtársa / Malacka ezer és egy görögdinnyéje
16. Füles a Holdra utazik / Zsugorodó Zsebibaba
17. Füles édes otthona / Nyuszi és a díjnyertes tök
18. Köszönet érte Róbert Gidának / Teknős belegyorsít
19. Mackó dupla pácban / Füles alszik rá egyet
20. Dalma és a kipottyant tejfog / Zsebi hógondja
21. Nyuszi koncertje / Tigris és a hópelyhek
22. Fickó fürdik / Egyszer volt, Hold nem volt
23. Alvin balesetet szenved / Nyuszi tojás kalandja
24. Zsebibaba virágai / Ki-ki-ki kopog Nyuszi ajtaján?
25. Róbert békakirályfi / Malacka és a nagy kő
26. Dalma, a magánzó / Kutyafülű Fickó

### 2. évad (2008-2009)
1. A wuclivarázsló / Hogyan veszítette el Tigris a csíkját?
2. Tigris nem ugrál / A Zűroldók örökké várnak
3. Picúr a nagyvilágban / Dalma és a köd rejtélye
4. A sütifa / Ormi, a kórustag
5. A csend hangjai / Mohó hód
6. Mackó, a méhkirálynő / Fickó és a kincs
7. Mackó beszorul / Malacka beragad
8. Malacka makk kalandja / Ormi hiányzik
9. Elveszett tárgyak tára / Malacka elveszett aranyhala
10. Malacka elveszti a hangját / Nyuszi játszik
11. Tigris múzeuma / Bűztelen borz
12. Füles születésnapja / Talacka, Migris és a nagy Zsebini
13. Füles virágot kap / Húsvéti nyuszi
14. Dalma kerékzűrje / Teknős levetkőzik
15. Dalma pónija / Nyuszi madár-nem-túl-ijesztője
16. Fakopáncs nem emlékszik / Villikó elveszett
17. Hód úr íz-lelői / Túlbuzgó Tigris
18. Dalma, a növénycsősz / Micimackó csalogánya
19. Magyal vakációzik / Malacka rajzol

### 3. évad (2009-2010)
1. Nyuszi dala egy tökről / Micimackó kéklik
2. Sütőtök Nyuszi / Tótágas Tigris
3. Mackó pocsék napja / Zűroldás a szélben
4. Már nagyfiú vagy Zsebi / Teknős madárlesen
5. Dalma szúrós zűresete / Szörny Malacka ágya alatt
6. Tigris ,,megnemhívója" / Dalma és a Halloween
7. Tigris takarít / Fickó, a Zűroldó
8. Zsebibaba kavicsa / Dalma szuper Zűroldó meglepetése
9. Micimackó buborékja / Hód úr elborzad
10. Tarajos felismeri az érzékeit / Nyuszi és Teknős versenybe száll
11. Malacka és a kívánságcsillag / Mókusból nem lesz szalonna
12. Ormi a lejtőn lefelé / Dalma és a tekergő giliszták
13. Mackó és Malacka elvesztik a helyüket / Füles fekete felhője
14. Tarajos sül elveszett fuvolája / A fényképezés napja
15. Dalma-szaurusz / Dalma és az oposszumok
16. Dalma citromot szüretel a limonádéhoz / Dalma, a tánctanár
17. Tigris jojója / Micimackó elveszti a pólóját
18. Micimackónak nem ízlik a méz / Dalma legkedvesebb helye
19. Szuper Csoda Zűroldók 1. rész
20. Szuper Csoda Zűroldók 2. rész